# アルジェリア航空

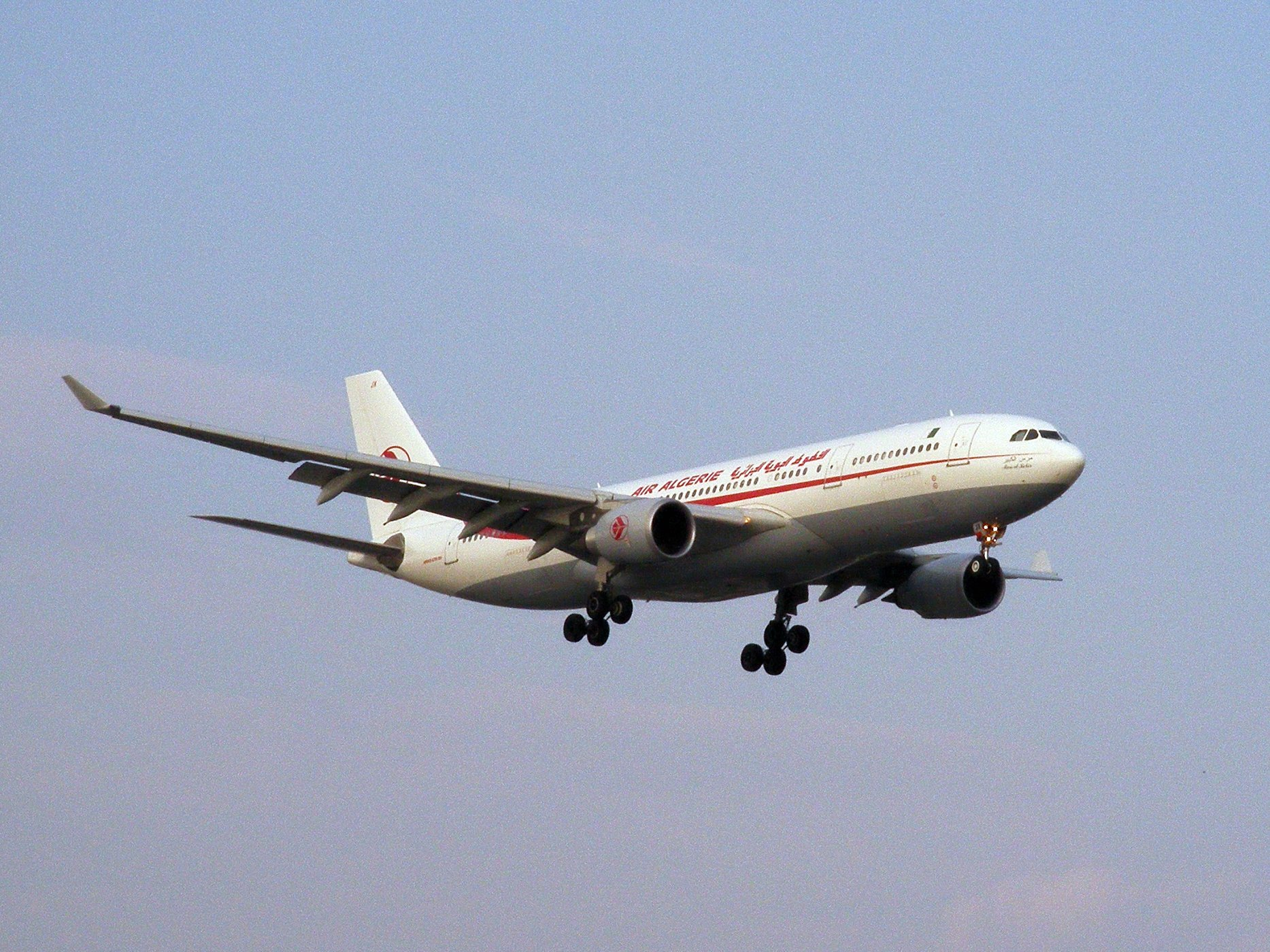
エアバスA330-200型機

アルジェリア航空（アルジェリアこうくう、Air Algérie）は、アルジェリアのアルジェを本拠地とする航空会社。
アラブ航空会社機構加盟航空会社の一つ。

## 概要
1947年、フランス領だった時期に設立された。エールフランスも出資していたが、アルジェリア独立の翌年にあたる1963年以降、アルジェリア政府が株式を徐々に取得、1974年には政府出資100%となったことで、事実上の国営航空会社となった。かつてはソナトラックとの合弁でタッシリ航空にも出資していた。2007年現在、アフリカでは4位の規模をもつ航空会社となっている。
国内の28都市を結ぶ国内線の他、28カ国39都市に乗り入れているが、アルジェリアの歴史的経緯からフランスをはじめとするヨーロッパ各国や中近東エリアが主となっている。アフリカ各国への乗り入れは隣接国への乗り入れが中心である。
2007年6月15日より同社初の大西洋路線としてカナダ（モントリオール）への路線を開設し、その後中華人民共和国（北京）への乗り入れを開始した。北京への乗り入れは、同社では初のアジアへの路線展開となる。
またアメリカ合衆国（ニューヨーク）への乗り入れも計画している。
このほか、航空連合「スカイチーム」への加盟計画がある。
2021年9月、フランスとアルジェリアの間で麻薬を輸送していたスチュワードの1人が逮捕された後、国営企業は規則を強化した。

## 保有機材

### 運航機材
| 機材                 | 運用機数 | 発注機数 | 座席数 | 座席数 | 座席数 | 座席数 | 備考           |
| 機材                 | 運用機数 | 発注機数 | B      | PY     | Y      | 計     | 備考           |
| -------------------- | -------- | -------- | ------ | ------ | ------ | ------ | -------------- |
| ATR72-500            | 12       | ‐        | ‐      | ‐      | 66     | 66     |                |
| ATR72-500            | 12       | ‐        | -      | -      | 70     | 70     |                |
| ATR72-600            | 3        | ‐        | ‐      | ‐      | 68     | 68     |                |
| エアバスA330-200     | 8        | ‐        | 14     | 22     | 196    | 232    |                |
| エアバスA330-200     | 8        | ‐        | 18     | 14     | 219    | 251    |                |
| エアバスA330-900     | -        | 5        | 未定   | 未定   | 未定   | 未定   | 2025年以降受領 |
| エアバスA350-1000    | -        | 2        | 未定   | 未定   | 未定   | 未定   | 2025年以降受領 |
| ボーイング737‐600    | 5        | ‐        | -      | 16     | 85     | 101    |                |
| ボーイング737‐700C   | 2        | ‐        | -      | 8      | 104    | 112    |                |
| ボーイング737-800    | 25       | -        | -      | 48     | 114    | 162    |                |
| ボーイング737MAX9    | -        | 8        | 未定   | 未定   | 未定   | 未定   | 2027年以降受領 |
| 貨物機               |          |          |        |        |        |        |                |
| ボーイング737‐800BCF | 1        | -        | 貨物   | 貨物   | 貨物   | 貨物   |                |
| ロッキードL-100‐30T  | 1        | -        | 貨物   | 貨物   | 貨物   | 貨物   |                |
| 計                   | 57       | 15       |        |        |        |        |                |

### 退役済機材
他社からのリース機材も含む。他社からのリース機材は、自社カラーへの塗り直しが行われるケースと、リース元の機体塗装を残して使用するケース（航空雑誌などで「ハイブリッド塗装」と呼ばれている）があった。
- ボーイング707-100
- ボーイング727-200、-400、-400SF
- ボーイング737‐200
- ボーイング747-100、-100SF、-200、-200C、-200M、-200SF：他社からのリース以外に、自社発注も行ったことがあるが、アメリカ製のエンジンの輸出規制に抵触したため、受領できなかった。（なお、当該機材はその後ノースウエスト航空が購入している）
- ボーイング767‐200、-200ER、-300、-300ER
- エアバスA300B1,B4
- エアバスA310-200、300
- エアバスA320-200
- エアバスA330-300
- エアバスA340-300
- ダグラスC-47
- ダグラスC-54
- ダグラスDC-10
- ロッキード L-1011 トライスター
- ブレゲーデュポン763 : ローンチカスタマー
- ピーチクラフトクイーンエア
- コンベアCV-640
- フォッカーF27

## 主な事故
- 1960年5月19日、パリ・オルリー空港付近で、私有飛行機との空中衝突事故が発生した。私有機は衝撃で完全に破壊された。アルジェリア航空の航空機は、ジェットエンジンが飲み込まれた破片のために炎上したが、着陸に成功した。乗客32名と乗務員7名のうち1名が死亡した[5]。
- 1967年4月11日、ダル・エル・ベイダ空港からタマンラセット空港へ向かっていたダグラスDC-4(登録番号7T-VAU)が、着陸進入中にタマンラセット近くのサハラ砂漠の丘に墜落し、乗客33名と乗員6名全員が死亡した[6]。
- 1969年7月26日、電気系統の故障によって、飛行中の機体で火災が発生し、すぐに炎に包まれて墜落し、乗客30人と乗組員7人全員が死亡した[7]。
- 1979年1月24日、ブッゲネ・ベン・アリ・ロトフィ空港の手前15kmで航空機が墜落し、搭乗していた乗客20人のうち14人が死亡した。3人の乗組員は生存し、これは高度計の故障のせいだとしたが、調査でパイロットエラーだとされた[8]。
- 1994年12月21日、イースト・ミッドランズ空港からコヴェントリー空港に向かっていた貨物仕様のボーイング737-200型機が、目的地空港の滑走路から1.7km手前で墜落し、搭乗していた5人の乗組員が死亡した[9]。
- 2003年3月6日、アルジェリア航空6289便は、アグナール・ハジ・ベイ・アハモク空港を離陸した直後にエンジン故障により墜落し、乗客96名と乗員6名全員が死亡した。生存者は1人だけだった[10]。
- 2006年8月13日、アルジェリア航空2208便(ロッキードL-100ハーキュリーズ)がイタリアのピアチェンツァ近くで墜落し、3人の乗組員が死亡した。自動操縦に問題が発生し、パイロットは飛行機の制御を失っていた[11]。

- 2014年7月24日に墜落事故を起こした。